# Artem Topchanyuk
Artem Topchanyuk, nacido el 27 de enero de 1989, es un ciclista ucraniano, miembro del equipo CCN Pro Cycling Team.

## Palmarés
- Aun no ha conseguido ninguna victoria como profesional